# 兎束龍夫
兎束 龍夫（うづか たつお、1906年（明治39年）7月9日 - 1985年（昭和60年）3月7日）は、日本のヴァイオリニスト。

## 経歴
旧制上田中学（長野県上田高等学校）を経て、1930年東京音楽学校卒業。安藤幸子らに師事しヴァイオリンを習う。1937年母校助教授。1947年教授。弦楽科主任・管弦楽部長となる。室内楽の研究と演奏活動の傍ら、付属音楽高等学校校長も兼務。1974年退官して東京芸術大学名誉教授。後に昭和音楽大学副学長となる。
大谷康子、澤和樹、篠崎功子、島根恵、海野義雄、向島ゆり子など多くの門下生がいる。全日本学生音楽コンクールや日本音楽コンクールなど多くのコンクールでも審査員を務め、彼の死後の1989年には全日本学生音楽コンクールのヴァイオリン部門の一位におくられる賞が兎束賞と名付けられた。1980年には、勲三等旭日中綬章に叙せられている。

## 出演番組
- バイオリンのおけいこ（NHK教育）

## 系譜・家族親族
銀行家兎束鐘一郎の息子として長野県小県郡上田町（現上田市）に生まれる。母は旧上田藩士の家系。兄に長野県丸子修学館高等学校の校歌を作曲した作曲家の兎束武雄がおり、その子供兎束淑美は指揮者で上田女子短期大学附属幼稚園の園長や上田女子短期大学教授などを務めた。息子に山梨大学教授の発酵学者兎束保之と、その弟の元東京音楽大学学長の指揮者、ヴィオラ奏者の兎束俊之がいる。